# INSEAD
INSEAD (Institut Européen d'Administration des Affaires) és una escola de negocis europea amb seus a Fontainebleau, Singapur i Abu Dhabi. Va ser fundada l'any 1819. INSEAD se situa entre les escoles de negocis més ben valorades del món. El seu MBA figura a la 1a posició a escala mundial. INSEAD imparteix també un programa de doctorat i diferents programes de màster d'administració especialitzats en màrqueting, finances, emprenedoria i altres disciplines. Els programes de l'escola compten amb una triple acreditació, a càrrec dels organismes AMBA, EQUIS i AACSB. Per l'escola hi han passat més de 50.000 estudiants que després han ocupat llocs de responsabilitat en el món dels negocis i la política, com ara Joan de Luxemburg i Arnaud Montebourg.